# Janine Bischops
Janine Bischops (Hoevenen, 20 december 1941) is een Vlaamse actrice.

## Biografie
Janine Bischops begon haar carrière als vaste actrice in de Koninklijke Vlaamse Schouwburg (KVS) in Brussel, waar zij uiteenlopende rollen vertolkte: zowel drama als komedie. Zij speelde er de hoofdrol in de Belgische creatie van Vrijdag van Hugo Claus. Een van haar favoriete rollen was Bleke An in de Spaanse Brabander van Bredero.
Elf jaar lang was Bischops nadien verbonden aan het Fakkeltheater in Antwerpen, waar zij speelde in onder andere Dodo, Merel, Pit en Flo en in Zot van Liefde van Sam Shepard. Verder nam ze daar ook uiteenlopende rollen in verschillende genres voor haar rekening.
Ook op tv was Bischops geregeld te zien. Bischops vertolkte de hoofdrol in het eerste Vlaamse tv-spel in kleur: Een vriendje voor Felicity. Ze had hoofdrollen in verschillende jeugdseries, waaronder Midas, De Tijdscapsule en Keromar. Ze werkte ook regelmatig voor Vlaamse televisiespelen. Hiervoor werkte ze onder meer samen met de Tsjechische regisseur Antonin Moskalyk voor De schapenborre.
Bischops speelde de hoofdrol in Gered van Edward Bond in een regie van Jean-Pierre De Decker.
In 1980 won Het Koperen Schip waarin ze samen met Dries Wieme de hoofdrollen vertolkte, de Bert Leysenprijs.
Verder is Bischops bekend als Jenny Verbeeck in de Vlaamse soap Thuis, waar ze van 1995 tot 2016 in meer dan 3.500 afleveringen meespeelde. Ze is ook bekend als de vrouw van "Gérard de polies" in de serie Het Pleintje. In 2010 had ze ook een gastrol in de serie Goesting, in Witse vertolkte ze de rol van Kristine Van Doesel en ze speelde in het tweede seizoen van Vermist. In 2004 had ze een gastrol in F.C. De Kampioenen.
In de theaterseizoenen 2006-2007 en 2007-2008 stond ze samen op de planken met An Nelissen en Mitta Van der Maat in Het goede lijf van Eve Ensler onder regie van Peter Perceval. Van dit stuk speelden ze tot juli 2007 meer dan 150 voorstellingen. Vanaf 21 februari 2008 stond ze op de planken met De Borstenclub, onder regie van Peter Perceval. In dit stuk, over borstkanker, zette Bischops een waaier van personages neer.
In 2017 vertolkte ze de rol van Mathilde in Verborgen verlangen. 
Ze was van 2017 tot 2024 op VTM te zien in de televisieserie Familie waarin ze de rol van Brigitte De Wulf speelde. Gezondheidsproblemen noopten haar te stoppen bij de serie. Actrice Anke Helsen nam haar rol over.

## Filmografie
- Het gezin van Paemel (1963) - als Romanie
- De Tijdscapsule (1963)
- De kat op de koord (1963) - als Els
- Acht vrouwen (1965)
- My Fair Lagardère (1965)
- Te Venetië als in de hemel (1966) - als Magdalena
- Midas (1967) - als Pim Donders
- ¿Y mañana? (1967) - als hostess
- Gebroeders Karamazow (1968) - als Fenja
- De drie Musketiers (1968) - als Kitty
- Pas op dat je geen woord zegt (1969) - als Paultje
- Driestuiversopera (1969) - als prostituee
- Othello (1969) - als Bianca
- Nand in eigen land (1970)
- Zomernachtsdroom (1970) - als Lynda Lambrecht
- Een geschiedenis uit Irkoetsk (1970) - als Zienka
- Een vriendje voor Felicity (1971) - als Felicity
- Keromar (1971) - als Rinda
- Het levende lijk (1972) - als Masja
- Tchao (1973) - als Sophie
- Gered (1973) - als Linda
- Een Boerin in Frankrijk (1973) - als Odile
- Schapenborre (1974) - als Laurencia
- Merijntje Gijzen's Jeugd (1974) - als Mieke Verdaasdonk
- Het huis der onbekenden (1974) - als jonge vrouw
- Leonard (1974) - als Joan
- Yerma (1974)
- Ik ben het, liefje (1975) - als Karin Jones
- De man van 59 (1975) - als secretaresse
- Dood van een non (1975) - als Andrea
- Het gouden jubelfeest (1977) - als Blanchette
- Een kamer in de stad (1977) - als Margo
- Exit 7 (1978) - als mevrouw Dumont
- Pech (1979) - als Tereza
- Een vrouw tussen hond en wolf (1979) - als tante Leontien
- Jaarmarktfeest in Brollezele (1980)
- Hellegat (1980) - als Dora
- De Collega's (1981) - als Sabrina Van Hoey
- Dodo, Merel, Pit en Flo (1981) - als Dodo
- Lucien en Martine (1981) - als Linda
- De stilte (1981) - als hoofdredactrice
- Het koperen schip (1982) - als Dora Van Duin
- Zaman (1983) - als mevrouw De Vos
- Paniekzaaiers (1986) - als Janine
- Het Pleintje (1986-1987) - als Annie Briers
- Bittere honing (1987) - als dochter
- De zoete smaak van goudlikeur (1988) - als Bea Garato
- Bompa (1989) - als taxichauffeuse
- Sarah? Sarah (1989) - als moeder van Annie
- Platch (1989) - als Rosa Knal
- Benidorm (1989) - als Angele
- De bossen van Vlaanderen (1991) - als Leonie
- Langs de Kade (1993)
- Het Park (1993-1995) - als Lizzy
- Thuis (1995-2016) - als Jenny Verbeeck
- F.C. De Kampioenen (2004) - als sergeant-majoor Janine De Wolf
- Goesting (2010) - als vrouw
- Witse (2010) - als Kristine Van Doesel
- Vermist (2010) - als moeder van Tessa
- Code 37 (2011) - als Mimi Sanders
- Verborgen verlangen (2017) - als Mathilde
- Familie (2017, 2018, 2019-2024) - als Brigitte De Wulf
- Bad Trip (2017) - als Germaine
- Haar naam was (2018)
- #LikeMe (2019-2023) - als Valentine 'Titin' Jacobs

## Privé
Bischops is gehuwd geweest met acteur Walter Moeremans, met wie ze twee dochters heeft. Daarna was ze van 1973 tot 2006 gehuwd met acteur Johny Voners. Hun huwelijk bleef kinderloos. Bischops gaf in december 2018 toe meer dan 56 jaar lang gelogen te hebben over haar leeftijd: ze beweerde steeds in 1942 geboren te zijn, alhoewel ze in werkelijkheid een jaar ouder is.